# Murasziget
Murasziget (korábban Izsakócz, szlovénül: Ižakovci) falu Szlovéniában, a Muravidéken. Közigazgatásilag Belatinc községhez tartozik.

## Fekvése
Muraszombattól 12 km-re délkeletre, Belatinctől 2 km-re délnyugatra a Mura völgyében a folyó bal partján fekszik.

## Története
A régészeti leltek tanúsága szerint területén már a római korban is állt település. Ezt bizonyítják az itt talált cserépmaradványok és a határában látható halomsírok.
A mai település első írásos említése 1381-ből való "Isakolch" néven.  1428-ban "Isakorolch", 1481-ben "Ysakowcz" alakban szerepel a korabeli forrásokban. Nemti (ma Lenti) várának uradalmához tartozott.
A 15.-17. században a belatinci uradalom része volt, s az alsólendvai Bánffy család birtokolta. A Bánffyakat követték a Csákyak, akik alig egy évszázadig voltak a falu birtokosai, végül a 19. században a Gyika család kezében volt az uradalom.
Vályi András szerint " ISAKÖZ. Tót falu Szala Várm. földes Ura G. Csáky Uraság, lakosai katolikusok, fekszik Alsó Lendvához 1 2/4 mértföldnyire, Bellatniczhoz közel, és annak filiája, határja a’ természetnek sok javaival meg ajándékoztatott ."
Fényes Elek szerint " Isakocz, vindus-tót falu, Zala vármegyében, 400 kath. lak. F. u. Gyika."
Az 1910. évi népszámlálás szerint 727, túlnyomórészt szlovén lakosa volt. Zala vármegye Alsólendvai járásához tartozott. 1920-ban a trianoni békeszerződés értelmében a Szerb–Horvát–Szlovén Királyság kapta meg. 1941-ben ismét magyar fennhatóság alá került, 1945-ben Jugoszlávia visszakapta. 1991 óta a független Szlovénia része. 2002-ben 820 lakosa volt.

## Nevezetességei
- Római kora halomsírok és településmaradványok.
- Itt született Persa Iván író
- Itt dolgozott Koczuván Bertalan tanító és író